# Philips Sport Vereniging 2017-2018
Questa voce raccoglie le informazioni riguardanti il Philips Sport Vereniging nelle competizioni ufficiali della stagione 2017-2018.

## Maglie e sponsor
| Casa | Trasferta |

## Rosa
| N. |                        | Ruolo | Calciatore           |
| -- | ---------------------- | ----- | -------------------- |
| 1  | Paesi Bassi (bandiera) | P     | Jeroen Zoet          |
| 2  | Francia (bandiera)     | D     | Nicolas Isimat-Mirin |
| 3  | Paesi Bassi (bandiera) | D     | Derrick Luckassen    |
| 4  | Colombia (bandiera)    | D     | Santiago Arias       |
| 5  | Germania (bandiera)    | D     | Daniel Schwaab       |
| 7  | Uruguay (bandiera)     | C     | Gastón Pereiro       |
| 8  | Paesi Bassi (bandiera) | D     | Jorrit Hendrix       |
| 9  | Paesi Bassi (bandiera) | A     | Luuk de Jong         |
| 10 | Paesi Bassi (bandiera) | C     | Marco van Ginkel     |
| 11 | Messico (bandiera)     | A     | Hirving Lozano       |
| 13 | Curaçao (bandiera)     | P     | Eloy Room            |
| 14 | Paesi Bassi (bandiera) | A     | Sam Lammers          |
| 16 | Belgio (bandiera)      | C     | Dante Rigo           |

| N. |                        | Ruolo | Calciatore}            |
| -- | ---------------------- | ----- | ---------------------- |
| 17 | Paesi Bassi (bandiera) | A     | Steven Bergwijn        |
| 18 | Paesi Bassi (bandiera) | C     | Pablo Rosario          |
| 20 | Paesi Bassi (bandiera) | D     | Joshua Brenet          |
| 21 | Paesi Bassi (bandiera) | P     | Luuk Koopmans          |
| 22 | Argentina (bandiera)   | A     | Maximiliano Romero     |
| 23 | Paesi Bassi (bandiera) | C     | Bart Ramselaar         |
| 24 | Svezia (bandiera)      | C     | Ramon Pascal Lundqvist |
| 29 | Islanda (bandiera)     | C     | Albert Guðmundsson     |
| 31 | Paesi Bassi (bandiera) | P     | Yanick van Osch        |
| 32 | Paesi Bassi (bandiera) | C     | Kenneth Paal           |
| 47 | Brasile (bandiera)     | A     | Mauro Júnior           |